# Голден-Гейт-бридж, Хайвей энд Транспортейшн Дистрикт
Голден-Гейт-бридж, Хайвей энд Транспортейшн Дистрикт (Golden Gate Bridge, Highway and Transportation District) (Район моста Золотые Ворота, шоссе и перевозки) — район специального назначения, который владеет и управляет тремя региональными транспортными активами в Области залива Сан-Франциско: культовым мостом Золотые Ворота, системой паромного сообщения Golden Gate Ferry и системой общественного транспорта Golden Gate Transit. Все три актива соединяют округ Марин с городом Сан-Франциско.

## История и обязанности
4 декабря 1928 года район был зарегистрирован в качестве корпорации под наименованием Голден-Гейт-бридж энд Хайвей Дистрикт (Golden Gate Bridge and Highway District) для проектирования, постройки и финансирования моста Золотые Ворота. 10 ноября 1969 года району были вменены обязанности по предоставлению региональных перевозок и пассажирскому сообщению внутри коридора Золотые Ворота, в это же время он получил своё текущее наименование.
Территория района включает город и округ Сан-Франциско; округа Марин, Сонома, и Дел-Норт; а также большие порции округов Напа и Мендосино. Округ Гумбольдт оказался единственным округом среди округов расположенных вдоль Калифорнийского Северного Побережья, который отказался присоединиться к району после того как его жители выступили против строительства моста, опасаясь что увеличение количества туристов и новых жителей помешает промышленности, занимающейся заготовкой лесоматериалов из красного дерева, а также повредит различным ранчо, занимающимся разведением крупного рогатого скота и овец.
Район осуществляет обслуживание на региональных автобусных и паромных перевозках вдоль Коридора Золотые Ворота, проходящего от Сан-Франциско до округа Сонома, но не управляет транзитным обслуживанием в округах Напа, Мендосино и Дел-Норте.
С 1971 года система общественного транспорта Голден Гейт Транзит (Golden Gate Transit) работающая в округе Марин выступает подрядчиком большинства автобусных сообщений предоставляемых публичным автобусным агентством Марин Транзит. С 1993 года Голден Гейт Транзит управляет автобусным сообщением, проходящим по мосту Ричмонд–Сан-Рафаэль Бридж и ведущим в округ Контра-Коста от имени правительственного агентства Metropolitan Transportation Commission.
Основной источник дохода района составляет дорожный сбор за проезд по полосам движения моста Золотые Ворота, идущим в южном направлении. Доход, состоящий из дорожных сборов, транспортных субсидий, и грантов используется для работы автобусного и паромного сообщения.

## Структура управления

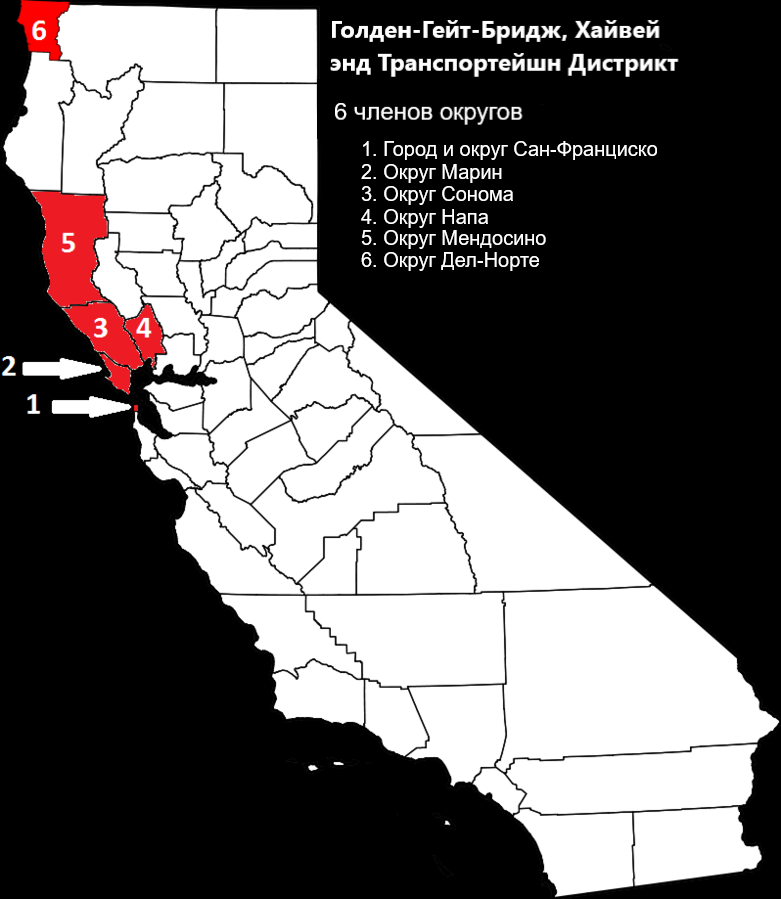
Карта шести членов-округов района Голден-Гейт-бридж, Хайвей энд Транспортейшн Дистрикт, расположенного в штате Калифорния, США

Совет директоров района состоит из 19 членов:
- 9 директоров представляют Сан-Франциско
  - 1 назначается мэром
  - 4 являются избранными членами Наблюдательного совета
  - 4 не избираемых представителей, назначаются Наблюдательным Советом
- 4 директора представляют округ Марин
  - 2 являются избранными членами Наблюдательного Совета
  - 1 избранный член Совета мэров и членов совета и назначается Наблюдательным Советом
  - 1 не избираемый представитель, назначается Наблюдательным Советом
- 3 директора представляют округ Сонома
  - 1 избранный член Наблюдательного совета
  - 1 избранный член Совета мэров и членов совета и назначается Наблюдательным Советом
  - 1 не избираемый представитель назначается Наблюдательным Советом
- 1 директор от каждого округа, представляющий округа Напа, Мендосино, и Дел-Норте
  - Каждый не избираемый представитель назначается соответствующим Наблюдательным Советом

Штаб-квартира района находится в Сан-Франциско. Также есть административные офисы, расположенные в Сан-Франциско и Сан-Рафел.
Два члена совета также заседают в Совете директоров Сонома-Марин Эрия Рэйл Транзит, тем самым координируя операции двух агентств.